# Station Nointel - Mours
Station Nointel - Mours is een spoorwegstation aan de spoorlijn Épinay-Villetaneuse - Le Tréport-Mers. Het ligt in de Franse gemeente Nointel, vlak bij Mours in het departement Val-d'Oise (Île-de-France).

## Ligging
Het station ligt op kilometerpunt 33,926 van de spoorlijn Épinay-Villetaneuse - Le Tréport-Mers.

## Diensten
Het station wordt aangedaan door treinen van Transilien lijn H tussen Paris-Nord en Persan - Beaumont

## Vorig en volgend station
| Richting          | Vorig station     | Lijn    | Volgend station    | Richting   |
| ----------------- | ----------------- | ------- | ------------------ | ---------- |
| Persan - Beaumont | Persan - Beaumont | Trans H | Presles-Courcelles | Paris-Nord |